# Премия имени графа Сперанского
Премия имени графа Сперанского — премия, учреждённая в 1879 году, за лучшие сочинения в области российского права.

## История
В связи со столетием со дня рождения М. М. Сперанского в 1872 году по инициативе 2 отделения Собственной Его Императорского Величества канцелярии была объявлена подписка на добровольные пожертвования с целью учреждения награды отличившимся правоведам. Собранный капитал был направлен на учреждение премии, положение о которой было Высочайше утверждено 9 февраля 1879 года. 
Согласно положению, на проценты с капитала за сочинение по отечественном праву, которое выдвигалось юридическим факультетом одного из российских университетов («с соблюдением между ними очереди, установленной по соображениям министерства народного просвещения»), устанавливались награды двух видов: «для автора денежная премия с малой медалью… и для рецензента, рассматривавшего такое сочинение, большая медаль» (обе медали — золотые). Награды присуждались к 1 января, дню рождения Сперанского. Номинироваться могло произведение по отечественном праву как русского, так и иностранного автора, написанное и напечатанное на любом языке.

## Лауреаты
Сочинения
- 1880, Санкт-Петербургским университетом — С. В. Пахман: «Обычное гражданское право в России» (Т. 1-2. — Санкт-Петербург: тип. 2-го Отд-ния Собственной е. и. в. канцелярии, 1877—1879)
- 1892, Московским университетом — Н. С. Таганцев: «Лекции по русскому уголовному праву. Часть общая. Вып. I—IV» (Санкт-Петербург, 1887—1892)
- 1910, Юрьевским университетом — В. И. Сергеевич: «Древности русского права. 3-е изд.» (1909—1911)

Рецензенты
- Ф. В. Тарановский: Отзыв о сочинениях В. И. Сергеевича (Юрьев, 1911)

## Современные премии
Владимирское областное отделение Ассоциации юристов России, имея в виду существовавшую в Российской империи премию, в 2011 году учредила в честь своего земляка Всероссийскую правовую премию имени М. М. Сперанского; её лауреаты:
- 2012 – Крашенинников, Павел Владимирович
- 2013 – Степашин, Сергей Вадимович
- 2014 – Плигин, Владимир Николаевич; Платонов, Владимир Михайлович
- 2015 – Кропачев, Николай Михайлович
- 2016 – Медведев, Дмитрий Анатольевич; Яковлев, Вениамин Фёдорович
- 2017 – Москалькова, Татьяна Николаевна; Блажеев, Виктор Владимирович
- 2018 – Графский, Владимир Георгиевич, Денисова, Анна Николаевна
- 2019 – Хабриева, Талия Ярулловна; Фабричный, Сергей Юрьевич
- 2021 – Памфилова, Элла Александровна; Фёдоров, Александр Вячеславович